# Kotohira
Kotohira (琴平町, Kotohira-chō) est un bourg du district de Nakatado, dans la préfecture de Kagawa, au Japon.

## Géographie

### Situation
Kotohira est situé dans le centre de la préfecture de Kagawa, dans le nord de l'île de Shikoku, au Japon.

### Démographie
Au 1er octobre 2018, la population de Kotohira était de 8 735 habitants répartis sur une superficie de 8,46 km2.

## Transports
Le bourg est desservi par la ligne Dosan de la JR Shikoku à la gare de Kotohira, et la ligne Kotohira de la Kotoden à la gare de Kotoden-Kotohira.

## Culture locale et patrimoine

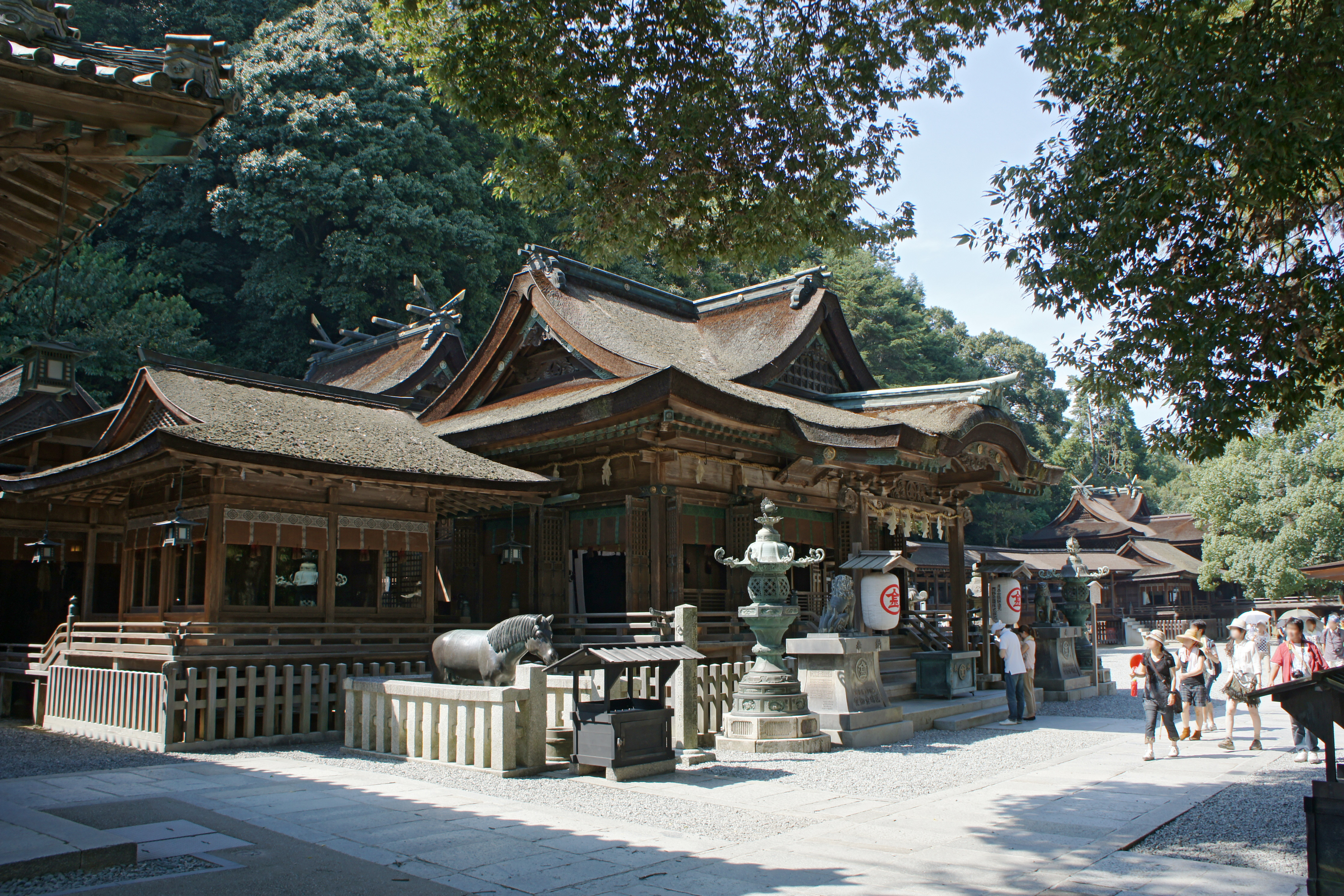
Kotohira-gū.

- Le Grand Théâtre Konpira, plus ancien théâtre kabuki du Japon après celui de Minami-za, a été construit dans le bourg en 1835.
- Le Kotohira-gū est le plus vaste sanctuaire de Shikoku.